# 陳無宇
陳 無宇（ちん むう、生没年不詳）は、中国春秋時代の斉の政治家。姓は嬀、氏は陳、あるいは田、諱は無宇、諡は桓。父は陳須無（陳文子）。霊公・荘公光・景公の3代に仕える。陳桓子、田桓子とも呼ばれる。田開・田乞・田書の父。

## 生涯

### 陳氏の俊英
陳の亡命公子陳完（陳敬仲）の子孫にあたる陳無宇は、その聡明さを霊公や夫人の穆孟姫（魯の宰相叔孫僑如（叔孫宣伯）の娘）に気に入られ、その娘を降嫁されるほどの厚遇を受けた。またその縁から、妻の同母弟の公子杵臼（後の景公）を後援していた。
その後、紀元前571年から紀元前567年にかけての晏弱（晏桓子）による萊攻略戦に従軍し、萊都陥落後に宗廟にあった萊公室の祭器を、霊公の元に届ける大役を担う。

### 慶氏討伐
時代は下って、紀元前548年に荘公が崔杼（崔武子）に殺害され、公子杵臼が景公として即位すると、父の陳須無と共にその後見人として威勢を蓄えていく。
紀元前545年、崔杼を倒して政治の実権を握った慶封を、陳須無が鮑国（鮑文子・鮑叔の曾孫）たちと手を組んで討伐する計画を立てた際、陳無宇は慶封の萊での狩猟に同行するが、母の病気を口実に都の臨淄へと戻り、父達と共に慶氏一門を討伐、慶封を斉から追放することに成功する。
その後陳無宇は、景公に働きかけて晏嬰（晏平仲）を卿の一員として入閣させて、人心の安定を図る。

### 権勢への道
更に紀元前539年、陳無宇は鮑国と共に、政敵の欒施と高彊（共に恵公の曾孫）を失脚させ、魯に追放すると、景公から両氏の領地財産を与えられるが、晏嬰の勧めでそれらを辞退する。しかし、穆孟姫がそれを哀れみ、彼女の口利きで高唐（山東省聊城市高唐県）を与えられる。陳無宇は交通の要衝であるこの地を得たことで、経済的に強大化していく。そして晏嬰を執政として表舞台に据え、自身は裏方の卿として陳氏の基盤を更に固めていった。その陳無宇の動きに晏嬰は、斉はいずれ陳氏の手に落ちることを予見した。
死後、「桓」を諡され、陳桓子（もしくは田桓子）と呼ばれる。陳氏（田氏）は晏嬰の危惧どおり、陳無宇の子の田開（田武子）・田乞（田釐子）兄弟や孫の田恒（田成子）の代に強大化し、ついには斉公室をも上回っていくのである。